# Cleveland Browns
Cleveland Browns je profesionální klub amerického fotbalu, který sídlí v Clevelandu ve státě Ohio. V současné době je členem North Division (Severní divize) American Football Conference (AFC, Americké fotbalové konference) National Football League (NFL, Národní fotbalové ligy).
Tým vznikl v roce 1946 jako zakládající člen soutěže All-America Football Conference (AAFC). Týmu dal jméno průkopník profesionálního fotbalu Paul Brown, který se také stal prvním trenérem. Pod jeho vedením Browns vyhráli všechny čtyři šampionáty AAFC, včetně dokonalé sezony v roce 1948, a poté úspěšně pokračovali i po přestupu do NFL v roce 1950. Cleveland získal titul hned v první sezóně NFL, následující dva ještě v letech 1954 a 1955. Browns byli šampióny NFL znovu v roce 1964, ale od té doby nejsou úspěšní, protože se do play-off podívali patnáctkrát a AFC Championship Game hráli pouze třikrát.
V roce 1995 Art Modell, který koupil Browns v roce 1961, oznámil, že tým přemisťuje do Baltimoru ve státě Maryland. Vlna rozhořčení a diskusí, která následovala, přinutila vedení NFL k udržení týmu v Clevelandu. Podle oboustranné dohody si Modell ponechal tým (který se stal Baltimore Ravens), ale vzdal se vlastnictví barev, loga a historie Browns. To vedlo k vytvoření nového týmu, který po tříleté pauze v roce 1999 znovu vstoupil do NFL. Sídlo a tréninkové středisko "Cleveland Browns Training and Administrative Complex" se otevřelo v roce 1991 a nachází se ve městě Berea.

## Hráči

### Členové Síně slávy profesionálního fotbalu

#### Hráči
- 1965 – Otto Graham
- 1968 – Marion Motley
- 1971 – Jim Brown
- 1974 – Lou Groza
- 1975 – Dante Lavelli
- 1976 – Len Ford
- 1977 – Bill Willis
- 1981 – Willie Davis
- 1982 – Doug Atkins
- 1983 – Bobby Mitchell
- 1983 – Paul Warfield
- 1984 – Mike McCormack
- 1985 – Frank Gatski
- 1987 – Len Dawson
- 1994 – Leroy Kelly
- 1995 – Henry Jordan
- 1998 – Tommy McDonald
- 1999 – Ozzie Newsome
- 2003 – Joe DeLamielleure
- 2007 – Gene Hickerson

#### Trenéři
- Paul Brown
- Forrest Gregg

### Vyřazená čísla
- 14: Otto Graham
- 32: Jim Brown
- 45: Ernie Davis
- 46: Don Fleming
- 76: Lou Groza

### Draft
Hráči draftovaní v prvním kole za posledních deset sezón:
| Rok  | Pořadí  | Jméno hráče                               | Pozice                         | Univerzita                                                      |
| 2010 | 7       | Joe Haden                                 | Cornerback                     | University of Florida                                           |
| 2011 | 21      | Phil Taylor                               | Defensive tackle               | Baylor University                                               |
| 2012 | 3 22    | Trent Richardson Brandon Wheeden          | Running back Quarterback       | University of Alabama Oklahoma State University–Stillwater      |
| 2013 | 6       | Barkevious Mingo                          | Linebacker                     | Louisiana State University                                      |
| 2014 | 8 22    | Justin Gilbert Johnny Manziel             | Cornerback Quarterback         | Oklahoma State University–Stillwater Texas A&M University       |
| 2015 | 12 19   | Danny Shelton Cameron Erving              | Defensive tackle Center        | University of Washington Florida State University               |
| 2016 | 15      | Corey Coleman                             | Wide receiver                  | Baylor University                                               |
| 2017 | 1 25 29 | Myles Garrett Jabrill Peppers David Njoku | Defensive end Safety Tight end | Texas A&M University University of Michigan University of Miami |
| 2018 | 1 4     | Baker Mayfield Denzel Ward                | Quarterback Cornerback         | University of Oklahoma Ohio State University                    |
| 2019 |         | nikdo                                     |                                |                                                                 |